# Courtney Stodden
Courtney Alexis Stodden (n. 29 august 1994) este o vedetă de televiziune americană. A devenit cunoscută în 2011, când, la vârsta de 16 ani s-a căsătorit cu actorul Doug Hutchison, care la acel moment avea 51 de ani.

## Discografie

### Single-uri
- "Car Candy" (2010)[1][2]
- "Crazy" (2010)[2][3]
- "Don't Put It On Me Girl" (2010)[2][4]
- "Reality" (2012)[5]

### Clipuri video promoționale
- "Car Candy" (2010)[1]
- "Don't Put It On Me Girl" (2010)[4]
- "Hurting People" (2010)[6]